# 2 أكتوبر
- السبت
- الأحد
- الاثنين
- الثلاثاء
- الأربعاء
- الخميس
- الجمعة

- 275 ربيع الآخر 1447  هـ
- 286 ربيع الآخر 1447  هـ
- 297 ربيع الآخر 1447  هـ
- 308 ربيع الآخر 1447  هـ
- 19 ربيع الآخر 1447  هـ
- 210 ربيع الآخر 1447  هـ
- 311 ربيع الآخر 1447  هـ
- 412 ربيع الآخر 1447  هـ
- 513 ربيع الآخر 1447  هـ
- 614 ربيع الآخر 1447  هـ
- 715 ربيع الآخر 1447  هـ
- 816 ربيع الآخر 1447  هـ
- 917 ربيع الآخر 1447  هـ
- 1018 ربيع الآخر 1447  هـ
- 1119 ربيع الآخر 1447  هـ
- 1220 ربيع الآخر 1447  هـ
- 1321 ربيع الآخر 1447  هـ
- 1422 ربيع الآخر 1447  هـ
- 1523 ربيع الآخر 1447  هـ
- 1624 ربيع الآخر 1447  هـ
- 1725 ربيع الآخر 1447  هـ
- 1826 ربيع الآخر 1447  هـ
- 1927 ربيع الآخر 1447  هـ
- 2028 ربيع الآخر 1447  هـ
- 2129 ربيع الآخر 1447  هـ
- 2230 ربيع الآخر 1447  هـ
- 231 جمادى الأولى 1447  هـ
- 242 جمادى الأولى 1447  هـ
- 253 جمادى الأولى 1447  هـ
- 264 جمادى الأولى 1447  هـ
- 275 جمادى الأولى 1447  هـ
- 286 جمادى الأولى 1447  هـ
- 297 جمادى الأولى 1447  هـ
- 308 جمادى الأولى 1447  هـ
- 319 جمادى الأولى 1447  هـ

2 أكتوبر أو 2 تشرين الأوَّل أو يوم 2 \ 10 (اليوم الثاني من الشهر العاشر) هو اليوم الخامس والسبعين بعد المئتين (275) من السنوات البسيطة، أو السادس والسبعين بعد المئتين (276) في السنوات الكبيسة، وفقًا للتقويم الميلادي الغربي (الغريغوري). يبقى بعده 90 يومًا على انتهاء السنة.

## أحداث
- 829 - ثيوفيلوس يخلف أباه مايكل الثاني إمبراطورًا للإمبراطورية البيزنطية.
- 1187 - انتهاء حصار صلاح الدين الأيوبي للقدس باستيلاء قواته على المدينة بعد 88 عامًا من حكم الصليبيين لها.
- 1470 - ريتشارد نيفيل يقود تمردًا ضد إدوارد الرابع مجبرًا إياه على الفرار إلى هولندا، واستعادة هنري السادس العرش.
- 1535 - جاك كارتييه يكتشف الموقع الذي أقيمت فيه مدينة مونتريال الكندية.
- 1552 - قيصر روسيا إيفان الرابع يستولي على مدينة قازان التترية.
- 1780 - إعدام ضابط الجيش البريطاني جون أندريه من قبل القوات الأمريكية بتهمة التجسس خلال حرب الاستقلال الأمريكية.
- 1789 - الرئيس الأمريكي جورج واشنطن يرسل التعديلات الدستورية المقترحة المعروفة باسم وثيقة الحقوق الأمريكية إلى الولايات لإقرارها.
- 1919 - الرئيس الأمريكي وودرو ويلسون يصاب بسكتة دماغية أدت إلى إصابته بشلل جزئي.
- 1925 - جون لوجي بيرد يقوم بتجربة أول تلفاز في العالم.
- 1932 - دخول العراق إلى عصبة الأمم.
- 1934 - سقوط 1600 قتيل في إعصار في منطقتي أوساكا وكيوتو في اليابان.
- 1941 - الجيوش الألمانية تشن هجوم قوي على موسكو خلال الحرب العالمية الثانية.
- 1948 - حادث طائرة بوكن بروس المائية بالنرويج ونتج عنها مصرع 19 شخصًا.
- 1954 - ألمانيا الغربية تنضم إلى حلف شمال الأطلسي.
- 1958 - الإعلان عن استقلال غينيا برئاسة أحمد سيكو توري.
- 1960 - افتتاح ملعب مورومبي، الملعب الرسمي لنادي ساو باولو.
- 1961 - الحكومة السورية تعلن إلقاء القبض على عبد الحميد السراج وزير الداخلية في عهد الوحدة، وذلك بعد 4 أيام من انفصال سوريا عن الجمهورية العربية المتحدة.
- 1966 - افتتاح ملعب فيسنتي كالديرون، الملعب الخاص بنادي أتلتيكو مدريد.
- 1973 - نجاة شاه إيران محمد رضا بهلوي من محاولة اغتيال.
- 1975 - صدور العدد الأول من جريدة تشرين السورية الرسمية.
- 1978 - القوات السورية تشتبك مع الفدائيين الفلسطينيين في مواجهة مسلحة في سهل البقاع بلبنان مما أسفر عن مقتل 1300 شخص معظمهم من الفلسطينيون.
- 1984 - مجلس الشعب المصري يعتمد الشعار الرسمي لجمهورية مصر العربية.
- 1986 - نجاة رئيس وزراء الهند راجيف غاندي من محاولة اغتيال قام بها أحد الناشطين السيخ.
- 1987 - الرئيس التونسي الحبيب بورقيبة يعين وزير الداخلية زين العابدين بن علي رئيسًا للحكومة.
- 1994 -
  - اتفاق بين تونس وإسرائيل على فتح مكتب للتمثيل التجاري لكل منهما لدى الآخر.
  - انطلاق دورة الألعاب الآسيوية 1994 في مدينة هيروشيما باليابان.
- 1995 - نهائي النسخة العاشرة من كأس آسيا لكرة القدم للسيدات في ماليزيا بفوز الصين بلقبها الخامس.
- 2001 -
  - حلف شمال الأطلسي يلجأ للمرة الأولى إلى فقرة في ميثاقه تنص على أن أي هجوم على أي دولة عضو فيه هو هجوم على الدول الأعضاء.
  - العرض الأول لمسلسل سكرابز.
- 2002 - الرئيس جورج دبليو بوش والكونغرس الأمريكي يوافقان على قرار مشترك بشن حرب على العراق.
- 2003 - فريق أمريكي للبحث عن أسلحة الدمار الشامل العراقية ينشر أول تقرير له منذ بدء عمله يؤكد فيه أنه لم يعثر على أي من هذه الأسلحة.
- 2005 - نهائي النسخة الـ11 لكأس العالم تحت 17 سنة لكرة القدم في بيرو وفوز المكسيك باللقب.
- 2009 - اختيار ريو دي جانيرو لتنظيم دورة الألعاب الأولمبية الصيفية 2016.
- 2013 - غامبيا تنسحب من الكومنولث.
- 2017 -
  - هجوم انتحاري يستهدف قسم شرطة حي الميدان وسط العاصمة السورية دمشق، ما أسفر عن مقتل أكثر من 15 شخصاً وإصابة آخرين.
  - فوز كل من جيفري هال ومايكل روسباش ومايكل يونغ بجائزة نوبل في الطب لسنة 2017 لاكتشافهم آليات جزيئية تتحكم في الساعة البيولوجية للإنسان.
- 2018 -
  - فوز أرثر أشكين وجيرار مورو ودونا ستريكلاند بجائزة نوبل في الفيزياء لسنة 2018 وذلك لأبحاثهم في مجال علوم الليزر.
  - البرلمان العراقي يختار برهم صالح رئيسًا جديدًا لجمهورية العراق خلفاً لفؤاد معصوم.
  - اختفاء الصحفي السعودي جمال خاشقجي بعد دخوله القنصلية السعودية في مدينة إسطنبول بتركيا، وأشارت بعض المصادر الأمنية التركية أنها تستنتج مقتله داخل القنصلية، بينما شككت السعودية في التصريحات وقال مسؤولون سعوديون أنه غادر القنصلية حيًا عن طريق باب خلفي.

## مواليد
- 1452 - الملك ريتشارد الثالث، ملك إنجلترا.
- 1798 - الملك كارلو ألبيرتو، ملك مملكة سردينيا.
- 1800 - نات ترنر، قائد ثورة العبيد الأمريكيين سنة 1831.
- 1847 - باول فون هيندنبورغ، رئيس ألمانيا.
- 1852 - ويليام رامزي، عالم كيمياء بريطاني حاصل على جائزة نوبل في الكيمياء عام 1904.
- 1869 - مهاتما غاندي، زعيم هندي.
- 1871 - كورديل هل، سياسي أمريكي حاصل على جائزة نوبل للسلام عام 1945.
- 1904 - غراهام غرين، كاتب روائي إنجليزي.
- 1907 - ألكسندر تود، عالم كيمياء اسكتلندي حاصل على جائزة نوبل في الكيمياء عام 1957.
- 1917 - كريستيان دو دوف، عالم كيمياء حيوية بلجيكي حاصل على جائزة نوبل في الطب عام 1974.
- 1924 - فريد شوقي، ممثل مصري.
- 1927 - فاضل خلف، كاتب وصحفي وشاعر كويتي.
- 1933 - جون غوردون، عالم بريطاني في علم الأحياء التطوري حاصل على جائزة نوبل في الطب عام 2012.
- 1935 -
  - السيد راضي، ممثل ومخرج مصري.
  - عمر سيفوري، لاعب كرة قدم أرجنتيني.
- 1940 - الأمير محمد بن طلال، ابن ملك الأردن طلال بن عبد الله.
- 1943 -
  - ماجدة الخطيب، ممثلة مصرية.
  - باول فان همست، لاعب ومدرب كرة قدم بلجيكي.
- 1944 - مديحة سالم، ممثلة مصرية.
- 1946 - طه بصري، لاعب ومدرب كرة قدم مصري.
- 1947 - محمد علي سليمان، موسيقار وملحن مصري.
- 1948 -
  - تريفور بروكنغ، لاعب كرة قدم إنجليزي.
  - أحلام الجريتلي، ممثلة مصرية.
- 1951 - ستينغ، مغني إنجليزي.
- 1959 - لويس فيرنانديز، لاعب كرة قدم فرنسي.
- 1960 - جو ساكو، فنان قصص مصورة وصحافي مالطي أمريكي.
- 1967 -
  - توماس موستر، لاعب كرة مضرب نمساوي حاز على 44 لقب فردي في مشواره.
  - مايكل تشانج، لاعب كرة مضرب أمريكي من أصول صينية حاز على 34 لقب في مشواره.
- 1968 - يانا نوفوتنا، لاعبة كرة مضرب تشيكية.
- 1969 - ديجان غوفيداريكا، لاعب كرة قدم صربي.
- 1970 - إبراهيم جبور، عدّاء ألعاب قوى مغربي.
- 1971 -
  - تيفاني، مغنية أمريكية من أصل لبناني.
  - الشيخ محمد عبد الله المبارك الصباح، وزير الإعلام ووزير الدولة لشؤون مجلس الوزراء في الكويت.
- 1975 - عبيد الدوسري، لاعب كرة قدم سعودي.
- 1978 - أيومي هاماساكي، مغنية يابانية.
- 1979 - فرانشيسكو فونسيكا، لاعب كرة قدم مكسيكي.
- 1980 - ستيفانو لوتشيني، لاعب كرة قدم إيطالي.
- 1981 -
  - سناء موزيان، ممثلة مغربية.
  - لوك ويلكشاير، لاعب كرة قدم أسترالي.
- 1984 -
  - ماريون بارتولي، لاعبة كرة مضرب فرنسية.
  - إلدين ياكوبوفيتش، لاعب كرة قدم سويسري.
- 1985 - سيبريان ماريكا، لاعب كرة قدم روماني
- 1986 - كاميلا بيل، ممثلة أمريكية.
- 1987 - صبري رحيل، لاعب كرة قدم مصري.
- 1988 - جاك كوليسون، لاعب كرة قدم إنجليزي.
- 1990 - دين بوزانيس، لاعب كرة قدم أسترالي.
- 1991 - روبرتو فيرمينو، لاعب كرة قدم برازيلي.
- 1994 - جوانا إيدوكونيت، لاعب كرة مضرب ليتواني.

## وفيات
- 1534 - علي الكركي مرجع شيعي اثني عشري من جبل عامل
- 1764 - وليام كافينديش، رئيس وزراء المملكة المتحدة.
- 1804 - جوزيف كونيو، مخترع فرنسي.
- 1903 - محمد ظافر المدني، صوفي طرابلسي عثماني.
- 1927 - سفانت أرهنيوس، عالم كيمياء سويدي حاصل على جائزة نوبل في الكيمياء عام 1903.
- 1931 - السير توماس ليبتون، رجل أعمال اسكتلندي وصانع شاي ليبتون.
- 1969 - آرثر آربري، مستشرق بريطاني، من أشهر أعماله الترجمة المفسرة للقرآن الكريم بالإنجليزية.
- 1973 - بآفو نورمي، لاعب ألعاب قوى فنلندي.
- 1974
  - فاسيلي مكاروفيتش شوكشين، كاتب وممثل ومخرج روسي.
  - إينا زايدل، شاعرة وروائية ألمانية.
- 1987 - بيتر مدور، طبيب بريطاني من أصل لبناني حاصل على جائزة نوبل في الطب عام 1960.
- 1988 - فتحي رضوان، سياسي مصري.
- 1999 - محمد ناصر الدين الألباني، باحث ألباني في شؤون الحديث.
- 2011 - طه محمد علي، شاعر فلسطيني.
- 2018 - جمال خاشقجي، صحفي وإعلامي سعودي.

## أعياد ومناسبات
- عيد الاستقلال في غينيا.
- اليوم العالمي للاعنف.

## وصلات خارجية
- وكالة الأنباء القطريَّة: حدث في مثل هذا اليوم.
- أرشيف مصر: حدث في مثل هذا اليوم.
- BBC: حدث في مثل هذا اليوم.